# Stephan Güsgen
Stephan Güsgen (* 26. März 1962 in Dormagen) ist ein deutscher Schwimmer und Olympiateilnehmer. Der 2,03 m große und 93 kg schwere Athlet startete für den TSV Bayer Dormagen.
Er wurde 1986 und 1988 Deutscher Meister über 50 m Freistil. 1987 wurde er Vizemeister, 1989 kam er auf Platz 3.
Bei den Olympischen Spielen 1988 in Seoul startete er ebenfalls über 50 m Freistil. Als Elfter der Vorläufe qualifizierte er sich für das B-Finale, in dem er in 23,55 s auf Platz 6 kam. Mit seinen im Vorlauf erzielten 23,22 s hätte er das B-Finale gewonnen.
Stephan Güsgen ist heute Arzt für Orthopädie. Seine Praxis befindet sich in Düsseldorf.